# Kinematika
Kinematika (franc. cinématique, prema grč. ϰίνημα, genitiv ϰıνηματος: gibanje) je grana mehanike koja proučava gibanje (kretanje) tijela, bez obzira na njegove uzroke (sila). Naziv je 1834. uveo André-Marie Ampère. Gibanje točke ili čestice u prostoru, to jest njezina putanja, brzina i ubrzanje, potpuno je određeno ako je poznata promjena njezinih triju koordinata položaja u vremenu. Gibanje krutoga tijela određeno je poznavanjem gibanja jedne točke tijela i promjene orijentacije tijela prema koordinatnim osima u vremenu. Kinematika mehanizama proučava gibanje sastavnih dijelova mehanizama, neovisno o uzrocima gibanja.

## Povijest
Povijest dinamike i kinematike započinje zapravo s renesansom koja je imala glavnu zaslugu. O dinamici je stari svijet imao nepotpuno i djelomično posve pogrešne predstave. Tako oštri mislioci kao antički Grci u matematici i filozofiji nisu razvili ni najosnovnije dinamičke pojmove. Tek ponegdje nailazimo na tragove dinamičkih načela, no sveukupna slika o gibanju tijela je mutna i mistična. Nedovoljno iskustvo navelo je Grke na mišljenje da gibanje nekog tijela traje samo tako dugo dok na tijelo djeluje sila. Kada prestaje djelovanje takve sile, tada prestaje i gibanje tijela. Budući da se sve u svemiru neprestani kreće, morao bi biti netko tko čitav taj svijet stalno pokreće. I o padanju tijela nailazimo u Aristotelovoj fizici na sasvim pogrešne stavke. Na spekulativan način dokazuje Aristotel, da teža tijela padaju brže, a lakša polaganije. Poput ostalih idealističkih filozofa on se malo brine za iskustvo. 
Dok se o prirodi samo spekuliralo, bilo je Aristotelovo mišljenje dobro kao i svako drugo, međutim s razvojem eksperimentalnih metoda (pokusi) na početku novog vijeka ubrzo su se pokazala neodrživim stara dinamička shvaćanja. Neumornim skupljanjem iskustva i stvaranjem eksperimentalne metodike, koja ostvaruje što jednostavnije fizikalne odnose, dinamika je napredovala korak po korak. Jedan od prvih je L. da Vinci koji je djelomično spoznao zakone gibanja na kosini. Nastavljajući takva ispitivanja, došao je G. Galilei do zakona slobodnog pada i gibanja po kosini. Galilei je vrlo točno odredio osnovne pojmove mehanike, kao brzinu, ubrzanje, jednoliko pravocrtno gibanje i jednoliko ubrzano gibanje. Čitava dalja izgradnja dinamike temelji se na njegovu radu. Galilei je spoznao slobodni pad kao osobiti slučaj jednolikog ubrzanog gibanja, i on je iz definicije jednoliko ubrzanog gibanja izveo zakone slobodnog pada. Svestrani pokusi su pokazali da u zrakopraznom prostoru sva tijela padaju jednako brzo. Pored zakona slobodnog pada, Galilei je postavio i zakone gibanja na kosini. Granični slučaj gibanja na kosini je gibanje na vodoravnoj ravnini, gibanje jednoliko po pravcu. 
Pomnim ispitivanjima Galilei je utvrdio da se na vodoravnim glatkim ravninama kreću tijela to dalje što je trenje manje. Poopćivši takva iskustva, Galilei je postavio temeljni zakon da se sva tijela izvan djelovanja sila kreću konstantnom brzinom po pravcu ili miruju. Pojam tromosti ili inercije bio je s razvojem ratne tehnike, pušaka i topova pripravljen; njegovo opće određivanje bilo je samo pitanje vremena.

## Gibanje
Gibanje je osnovni pojam u mehanici, određen (definiran) kao promjena položaja tijela u odnosu na neki sustav (referentni sustav) tijekom vremena. Gibanjem čestica (molekula, atoma, subatomskih čestica) bavi se fizika u širem smislu. Dvije su osnovne vrste gibanja translacija ili pravocrtno gibanje (mijenjanje položaja bez promjene orijentacije) i rotacija (vrtnja tijela). Promjena položaja točke tijela u vremenu jest brzina, a promjena kuta zakreta u vremenu kod vrtnje tijela oko osi jest kutna brzina. Važnija su gibanja oscilatorna (titranje), gibanje valova i toplinska (termička) gibanja (oscilacije kristalne rešetke, Brownovo gibanje). Uz gibanje tijela, odnosno čestice, vezani su pojmovi kinetičke energije, količine gibanja, i momenta količine gibanja (kutna količina gibanja). Te se veličine mijenjaju samo pod djelovanjem sila. Prenošenje zvučnih valova također predstavlja gibanje s prijenosom energije i impulsa, a toplinskim gibanjem prenosi se toplinska energija (toplina)

### Prvi Newtonov zakon
Prvi Newtonov zakon (zakon tromosti ili inercije) tvrdi da svako tijelo ostaje u stanju mirovanja ili jednolikoga gibanja po pravcu dok ga neka vanjska sila ne prisili da to stanje promijeni. Taj je aksiom Isaac Newton preuzeo od Galilea Galileija, koji ga je izveo već 1638.

### Translacija
Translacija (lat. translatio: prijenos) ili translacija krutoga tijela, u mehanici, je gibanje krutoga tijela bez rotacije pri kojemu se sve točke tijela gibaju po jednakim putanjama. Translatorno gibanje ili pravocrtno gibanje je gibanje u kojem sve točke krutog tijela u jednom trenutku imaju istu brzinu i prevale isti put, i zato je svaka na tom tijelu za vrijeme gibanja sama sebi paralelna.

#### Jednoliko pravocrtno gibanje
Jednoliko pravocrtno gibanje  ili jednoliko gibanje po pravcu je gibanje tijela bez ubrzanja. Tijelo se giba uvijek istom brzinom v i tijekom čitavog puta prevaljuje uvijek jednake puteve s. Jednadžba za brzinu tijela tijekom jednolikog pravocrtnog gibanja je:
{\displaystyle v={s \over t}}

#### Jednoliko ubrzano gibanje po pravcu
Jednoliko ubrzano gibanje po pravcu ili jednoliko ubrzano pravocrtno gibanje je gibanje po pravcu kod kojega se ubrzanje (akceleracija) ne mijenja, to jest to je gibanje stalnim (konstantnim) ubrzanjem. To znači da je pravo ubrzanje jednako srednjem (prosječnom) u bilo kojem vremenskom razmaku (intervalu). Posve isto značenje ima određenje da se kod jednoliko ubrzanog gibanja po pravcu brzina promijeni za jednake iznose u jednakim vremenskim razmacima (intervalima). Veličine koje opisuju gibanje su ubrzanje, brzina i pređeni put, te se kao funkcije vremena opisuju sljedećim jednadžbama:
{\displaystyle a=konst.}
{\displaystyle v=a\cdot t+v_{0}}
{\displaystyle s={a \over 2}\cdot t^{2}+v_{0}\cdot t}

#### Slobodni pad
Slobodni pad je jednoliko ubrzano pravocrtno gibanje tijela bez početne brzine, uzrokovano djelovanjem Zemljine privlačne sile ili sile teže (gravitacija), kao i pojava težine tijela. Pri tome tijelo pri padu uz stalno ubrzanje prevaljuje sve veći put, jer je brzina pada sve veća. Važno je napomenuti da ubrzanje tijela ne ovisi o masi tijela. U slobodnom padu prevaljeni put tijela koje slobodno pada (inače se označava sa s) je u ovom slučaju visina s koje tijelo pada te se označava s h, akceleracija ili ubrzanje (inače se označava s a) je u ovom slučaju gravitacija te se označava s g, vrijeme s t, a brzina s v. Jednadžba jednolikog ubrzanog gibanja po pravcu:
{\displaystyle v=a\cdot t}
postaje jednadžba slobodnog pada:
{\displaystyle v=g\cdot t}
Jednadžba koja opisuje zavisnost vremena o visini s koje tijelo pada i gravitaciji, glasi:
{\displaystyle {t^{2}}={\frac {2\cdot h}{g}}=>t={\sqrt {\frac {2\cdot h}{g}}}=>h={\frac {g\cdot t^{2}}{2}}={\frac {v\cdot t}{2}}}
Jednadžba koja opisuje zavisnost brzine o visini s koje tijelo pada i gravitaciji, glasi:
{\displaystyle {v^{2}}={2\cdot h\cdot g}=>v={\sqrt {2\cdot h\cdot g}}=>h={\frac {v^{2}}{2\cdot g}}}
Ono što je vidljivo jest da bez otpora zraka (vakum) da slobodni pad nije ovisan o težini nekog tijela koji je u slobodnom padu, već je isključivo ovisan o sili teže. 

#### Kosi hitac
Kosi hitac je krivocrtno gibanje nastalo kada vektor početne brzine izbačenog tijela nije ni vodoravan ni okomit. Putanja tijela ima oblik parabole s tjemenom na vrhu. Na izbačeno tijelo djeluje vektor kose početne brzine te ubrzanje zemljine sile teže.
Hitac je izbačaj tijela u prostor i složeno gibanje koje nastane kada na izbačeno tijelo djeluje sila teža. Ovisno o smjeru vektora početne brzine prema sili teži, hitac može biti horizontalni ili vodoravni (gibanje materijalne točke koja je izbačena vodoravno u polju sile teže), okomiti (gibanje materijalne točke koja je izbačena u polju sile teže okomito prema gore ili prema dolje) i kosi (gibanje materijalne točke koja je izbačena u polju sile teže pod kutom prema vodoravnoj ravnini). Ako je otpor zraka zanemariv, putanja gibanja je parabola.

### Vrtnja ili rotacija
Vrtnja ili rotacija (lat. rotatio: okretanje, obrtanje), u fizici, je okretanje krutoga tijela oko osi. Točke tijela u vrtnji opisuju kružnice kojima je središte na osi vrtnje, miruju jedino točke na osi vrtnje. Vrtnja može biti jednolika, jednoliko ubrzana ili nepravilna.

#### Jednoliko gibanje po kružnici
Jednoliko gibanje po kružnici ili jednoliko kružno gibanje je takvo kružno gibanje kod kojega brzina ne mijenja iznos. Promatra se gibanje točke ili čestice (tijela zanemarive veličine) po kružnici. Kod većeg tijela promatra se gibanje po kružnici njegovog centra masa. Svako jednoliko gibanje može se odrediti kao gibanje kod kojega točka (tijelo) u jednakim vremenskim intervalima (vremenskim razmacima) prelazi jednake puteve. To znači da su prosječni iznosi brzine u svim vremenskim razmacima jednaki, to jest da brzina ne mijenja iznos. Prilikom jednolike vrtnje (rotacije) krutog tijela oko nepomične osi, ne mijenja se njegova kutna brzina, a njegove se točke jednoliko kružno gibaju po kružnicama okomitima na tu os, kojima je središte na toj osi.